# Daleho Irandust
Daleho Mohsen Irandust, född 4 juni 1998 i Bergsjöns församling i Göteborg, är en svensk-syrisk fotbollsspelare av kurdiskt ursprung som spelar för IF Brommapojkarna i Allsvenskan.

## Klubbkarriär
Irandust började karriären i Balltorps FF och Gais innan han flyttade till Häckens U-19-lag. Till säsongen 2017 flyttades Irandust upp till Häckens a-lag. Irandust gjorde allsvensk debut den 9 april 2017 i en 0–0-match mot Djurgårdens IF, där han blev inbytt i den 52:a minuten mot Gustav Berggren.
Den 31 augusti 2021 värvades Irandust av nederländska FC Groningen, där han skrev på ett femårskontrakt.
Den 27 februari 2024 värvades Irandust av svenska IF Brommapojkarna, där han skrev på ett tvåårskontrakt.

## Karriärstatistik
| Klubb              | Säsong             | Liga               | Liga    | Liga | Nationell cup | Nationell cup | Europa League | Europa League | Totalt  | Totalt |
| Klubb              | Säsong             | Division           | Matcher | Mål  | Matcher       | Mål           | Matcher       | Mål           | Matcher | Mål    |
| ------------------ | ------------------ | ------------------ | ------- | ---- | ------------- | ------------- | ------------- | ------------- | ------- | ------ |
| BK Häcken          | 2016               | Allsvenskan        | —       | —    | 1             | 1             | —             | —             | 1       | 1      |
| BK Häcken          | 2017               | Allsvenskan        | 25      | 2    | 2             | 0             | —             | —             | 27      | 2      |
| BK Häcken          | 2018               | Allsvenskan        | 29      | 4    | 4             | 2             | 3             | 2             | 36      | 8      |
| BK Häcken          | 2019               | Allsvenskan        | 27      | 4    | 2             | 0             | 2             | 0             | 31      | 4      |
| BK Häcken          | 2020               | Allsvenskan        | 23      | 6    | 5             | 2             | —             | —             | 28      | 8      |
| BK Häcken          | 2021               | Allsvenskan        | 7       | 2    | 0             | 0             | —             | —             | 7       | 2      |
| BK Häcken          | Totalt             | Totalt             | 111     | 18   | 14            | 5             | 5             | 2             | 130     | 25     |
| FC Groningen       | 2021/2022          | Eredivisie         | 19      | 1    | 1             | 1             | —             | —             | 20      | 2      |
| FC Groningen       | 2022/2023          | Eredivisie         | 17      | 0    | 0             | 0             | —             | —             | 17      | 0      |
| FC Groningen       | 2023/2024          | Eredivisie         | 8       | 0    | 0             | 0             | —             | —             | 8       | 0      |
| FC Groningen       | Totalt             | Totalt             | 44      | 1    | 1             | 1             | —             | —             | 45      | 2      |
| IF Brommapojkarna  | 2024               | Allsvenskan        | 19      | 1    | 3             | 1             | —             | —             | 22      | 2      |
| Totalt i karriären | Totalt i karriären | Totalt i karriären | 174     | 20   | 18            | 7             | 5             | 2             | 197     | 29     |